# Genshin Impact
Genshin Impact (кит. 原神, піньїнь: Yuánshén, акад. Юаньшень, буквально «Первісний бог») — відеогра жанру Action/RPG з відкритим світом, розроблена китайською компанією miHoYo Limited і видавана Hoyoverse. Гра розповсюджується цифровою дистрибуцією за моделлю free-to-play. Основа «Genshin Impact» — це «ґача-гра», система колекціонування та розвитку персонажів, які випадають з різною ймовірністю.

## Ігровий процес
Genshin Impact — це рольова гра у відкритому світі, де гравець керує групою з чотирьох персонажів, які подорожують світом у пошуках викраденого близнюка головного героя. Для цього їм належить вирішувати головоломки, боротися з ворогами, шукати союзників і збирати ресурси для їхнього розвитку. Роблячи це, гравець підвищує ранг пригод — це рівень аккаунту, що встановлює наскільки вам відкривається сюжет, діючі події, складність ворогів та підземель. Окремо від цього, є рівень персонажа. Вищий рівень робить персонажа сильнішим, відкриває нові таланти. Кожен персонаж володіє певним видом зброї та магією однієї стихії. Наприклад, може битися лише мечами та чаклувати лише вогненну магію. Безпосереднє керування відбувається одним з 4 персонажів, між якими можна швидко перемикатися, комбінуючи їхні здібності. Команда з 4 персонажів називається загін. Можна зберегти до 4 загонів від 1 до 4 персонажів у кожному.
Світ поділено на регіони, в кожному з яких стоїть статуя певного Архонта. Коли герої досягають її, статуя відкриває мапу всього регіону. Біля статуй також можна вилікувати чи воскресити персонажів, збільшити запас витривалості, пожертвувавши зібрані ресурси (Анемокули, Геокули тощо). Ігровий світ має мережу телепортів, які дозволяють миттєво переноситися між віддаленими регіонами до іншого телепорта.
Усі предмети, персонажі та ресурси мають рідкість — від 1 до 5 зірок. Чим більша кількість зірок, тим рідкісніший предмет. Ресурси, як й готові предмети, можуть випасти з подоланих ворогів, видатися як нагорода за виконання спеціальних завдань, або бути знайдені як скарби у скринях. Деякі ресурси, знайдені у світі (ростуть на деревах, кущах чи в землі), є інгредієнтами, з яких персонажі вільні приготувати їжу, що дає тимчасові бонуси до якоїсь характеристики, залежно від складу.
Багатокористувацький режим доступний у формі кооперативу, де четверо гравців об'єднуються для спільної мети. Один з гравців запрошує інших як підмогу. Приєднані учасники не можуть відкривати скрині чи переглядати журнал завдань.

### Місце дії
Події відбуваються у Тейваті — світі, поділеному на сім держав: Мондштадт, Лі Юе, Інадзума, Сумеру, Фонтейн, Натлан та Снєжная. Існує також Селестія — далекий острів у небі, де проживають герої, котрі піднялися своїми подвигами в ранг божеств .
Кожна держава поклоняється та пов'язана з одним із Семи архонтів — групою богів, кожен з яких володіє та керує однією зі стихій. Особи, яких обрали боги Селестії, отримують магічні камені — око Бога (рос. глаз Бога, англ. a Vision — бачення), що дають власникам можливість керувати стихією.
Мондштадт — місто свободи, що розташоване на острові посеред озера, поклоняється Анемо Архонту, на ім'я Барбатос. Місто захищають організація Ордо Фавонія. На південному заході знаходиться регіон Лі Юе, де поклоняються Гео Архонту Рексу Ляпісу (також називають Моракс, Володар Каменя чи бог Контрактів). Лі Юе є найбільшою ринковою гаванню в Тейваті. Місто очолює Цісін — група бізнес-лідерів, та стародавні вартові, відомі як Адепти — магічні істоти, до складу яких входить і сам Рекс Ляпіс.
Державою Інадзума править Електро Архонт Шьоґун Райден (Еі) — бог Вічности. Усі кордони з державою були закриті за наказом Еі.
Снєжная, якою керує Кріо Архонт Цариця, посилає дипломатів організації Фатуї, які мають доброзичливий зовнішній вигляд, проте використовують таємні й насильницькі методи, щоб отримати те, що вони хочуть від інших держав. Крім дипломатичної гілки, Фатуї мають військову — Одинадцять Передвісників, які підпорядковуються Цариці напряму. Вона наділила їх надзвичайними силами, надавши їм око Пороблення (рос. Глаз Порчи, англ. Delusion — марення) в додачу до ока Бога. Серед Передвісників – Скарамуш, Синьйора й Тарталья, які посідають 6, 8 і 11 місця відповідно.
На додаток до Фатуї, ще одним антагоністом у грі є Орден Безодні (англ. Abyss Order), який оголошує себе ворогами всього людства, а їх очолює «Принц» або «Принцеса» — загублений близнюк Мандрівника.
Кожна держава заснована на реальній нації, включно з архітектурою, мовою та музикою. Так, Мондштадт має центральноєвропейський вплив, а Лі Юе  — китайський.
З розвитком гри виходять оновлення, що відкривають нові регіони, а з ними, відповідно, нові глави сюжету.

### Внутрішньоігрові валюти
Мора – універсальна валюта, яку приймають у будь-якій точці Тейвату. Її отримують за здолання ворогів, виконання завдань. Використовують для підвищення рівню персонажа, рівня зброї, артефакту, купівлі та виготовлення предметів (наприклад, купівля готових страв, виготовлення зброї у коваля).
Первородна смола використовується для отримання нагород з босів, квіток Артерій землі чи підземель, та за випробування під час тимчасових заходів, які називають подіями. Її максимальна кількість — 160. Коли смоли менше, ніж 160, вона поповнюється з розрахунку одиниця за 8 хвилин. Повне відновлення запасу первородної смоли (з 0 до 160) займає 21 годину 20 хвилин.
Генезіс кристали (англ. Genesis Crystal) — преміальна валюта у внутрішньоігровому магазині, яку можна придбати тільки за реальні гроші. Ці кристали обмінюються на спеціальні ресурси, які доступні тільки за цю валюту (наприклад, набори), або «благословлінь» — бонусів, які дають посилення чи стабільний приплив ресурсів упродовж певного терміну. Кристали походження міняються на примогеми 1:1.
Примогеми (англ. primogems) – інша преміальна валюта, яку можна заробляти ігровим процесом. За неї можна: поповнити первородну смолу, купити предмет Молитви та рівень Бойової перепустки.
Дорогоцінності
Вільний зоряний блиск та вільний зоряний пил — елітна валюта, яку отримують з молитви за дублікати зброї та персонажів. За зоряний блиск щомісяця можливо придбати 4-зіркових персонажів та зброю. Зоряний пил обмінюється на 1-, 2- та 3-зіркові предмети для покращення персонажів/зброї.
Печатка Анемо, Печатка Гео, Печатка Електро, Печатка Дендро та Печатка Гідро — особлива місцева валюта, яку можна обміняти на особливі предмети у регіонах Мондштадті, Лі Юе, Інадзумі, Сумеру та Фонтейні відповідно.

### Персонажі

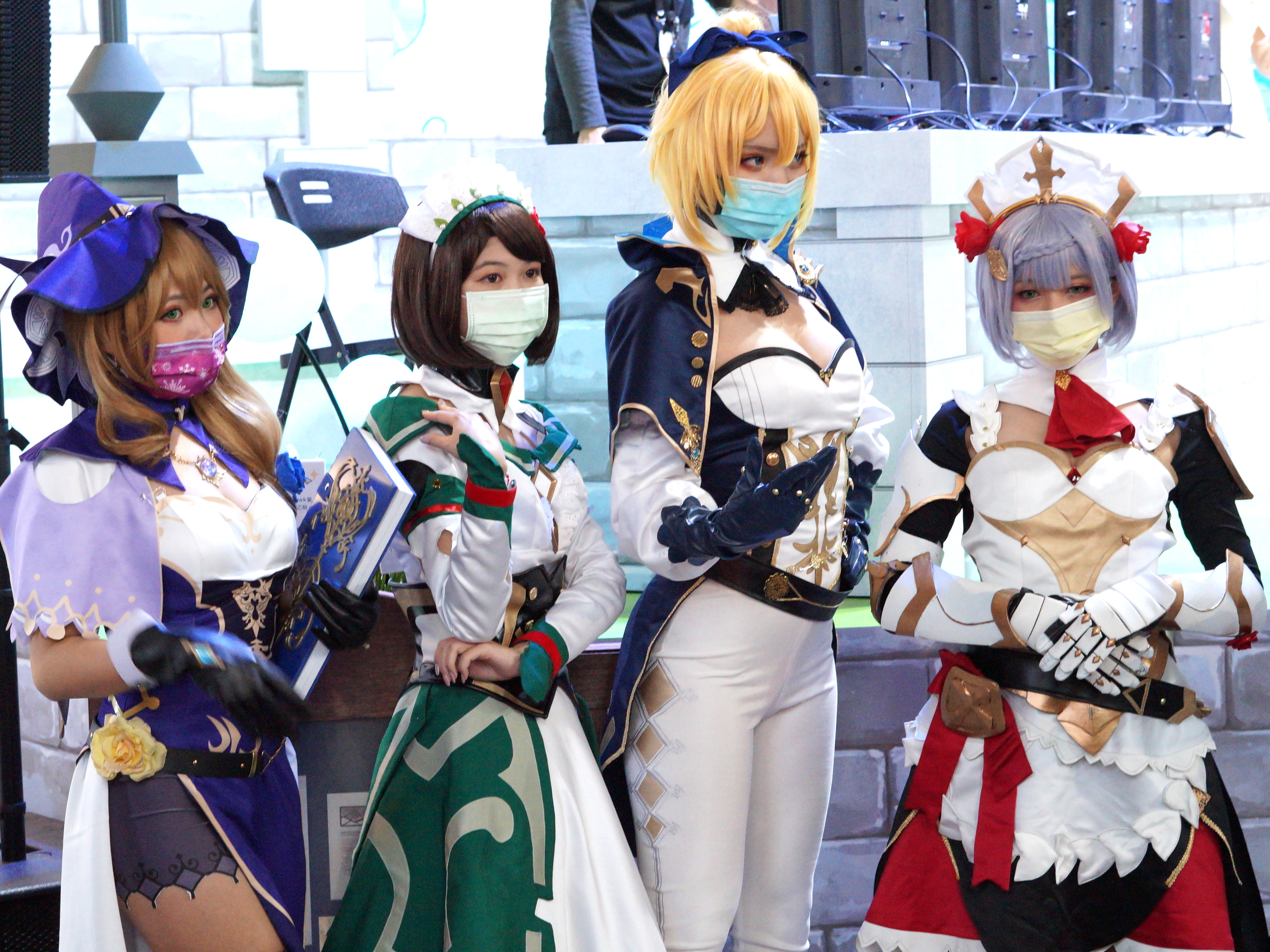
Косплей персонажів Genshin Impact (зліва направо) — Ліза, Катерина, Джин та Ноель.

Персонажі розвиваються, набираючи досвід пригод, і оснащуються спорядженням. Хоча досвід пригод можна отримати вбиваючи ворогів та виконуючи завдання, основним способом підвищення рівня персонажа є поглинання матеріалу досвіду персонажа. Це особливі предмети, які отримують зі скриньок, босів чи за виконані завдання — досвід мандрівника (1 000 очок досвіду), досвід шукача пригод (5 000 очок), досвід героя (20 000 очок). Рівень персонажа має межу, що обмежується рангом пригод та фазою піднесення. Фаза піднесення – перехід персонажа, що відкриває новий максимальний рівень. Для цього необхідно зібрати певні матеріали, отримувані з переможених ворогів, та певну кількість мори. Всього у персонажів 6 фаз піднесення, при цьому максимальний рівень — 90.
Головні характеристики персонажів — це запас здоров'я (HP), сила атаки, захист, майстерність стихій та витривалість. Ці характеристики модифікують такі параметри, як шанс завдання критичної атаки, бонус лікування, опір фізичним і магічним атакам тощо. Однак у різних персонажів різні головні характеристики, відповідно до їх навичок, що необхідно враховувати при екіпіруванні спорядженням. Наприклад, лікування Барбари залежить від її запасу здоров'я, у той час як для Мандрівника важлива Анемо шкода.
Здібності персонажів, такі як певні види атаки, біг, плавання чи політ обмежені їхньою витривалістю.
Деякі персонажі володіють корисними пасивними здібностями, наприклад, Рейзор зменшує вартість витривалості під час бігу на 20 %.
Сузір'я
У кожного персонажа є власне сузір'я, що складається з 6 зірок. Через те, що в акаунті може бути тільки одна версія персонажа, за дублікат гравець отримує Удачу персонажа, завдяки чому відкриває ці сузір'я. Вони дають пасивні таланти, підвищують ефективність гри персонажем чи додають нові можливості.

### Механіка атак
Кожен персонаж має активні (бойові) та пасивні навички. Активні навички бувають звичайні й магічні. Усі активні навички мають рівень, який можливо покращувати починаючи з 2 фази піднесення.
- Звичайна і заряджена атака — бойовий талант, який завдає фізичну шкоду. Його можна використовувати постійно, а сила таланту залежить від зброї, сили атаки персонажа та рівня таланту. Використання зарядженої атаки витрачає певну кількість витривалості.
- Елементальна навичка — магічний талант, який вибиває з ворогів енергію та завдає елементальну шкоду (в залежності від стихії), але, на відміну від звичайних атак, має час «перезарядження» (відкіт). Часто цей талант називають «єшка», адже для його активації на ПК натискають клавішу з латинською літерою E.
- Вибух стихії — магічний талант, який витрачає всю накопичену енергію і зазвичай сильніший за усі вищеперераховані. Використання цієї навички гарантує персонажеві повний імунітет до шкоди від ворогів на кілька секунд.

### Стихії та їх взаємодія
Кожен персонаж має так зване око Бога, що відповідає одній із 7 стихій: Кріо (лід), Піро (вогонь), Гідро (вода), Електро (електрика), Анемо (повітря), Гео (Земля) та Дендро (природа). Поєднання стихій відкриває широкі можливості до боротьби з ворогами.
Комбінації стихій
Застосування комбінацій стихійних навичок до ворога (чи вашого персонажа) викличе елементальну реакцію. Шкода від елементальної реакції залежить від її типу та рівня майстерності стихій персонажа, що викликає реакцію. Є такі типи елементальних реакцій:
- Танення — реакція від Кріо та Піро, сила якого залежить від послідовності застосування елементів. Якщо першим завдати Кріо, а потім Піро, то це додасть 200 % до шкоди. Якщо спочатку використовувати Піро — 150 % до шкоди.
- Пара — реакція від Гідро та Піро, сила якого залежить від послідовності застосування елементів. Якщо першим завдати Піро, а потім Гідро, то це додасть 200 % до шкоди. Якщо спочатку використовувати Гідро — 150 % до шкоди.
- Перевантаження — реакція від Електро та Піро. Створює вибух, що завдає піро-шкоду по площі (AoE). Не залежить від послідовності застосування елементів.
- Надпровідник — реакція від Кріо та Електро. Створює вибух, що завдає кріо-шкоду по площі (AoE), а також знижує фізичний захист цілей на 40 % на кілька секунд. Не залежить від послідовності застосування елементів. Зниження захисту не залежить від рівня персонажа.
- Заряджений — реакція від Електро та Гідро. Накладає на противника дебафф, який протягом довгого часу завдає шкоди.

- Заморожування — реакція від Кріо та Гідро. Заморожує противника на кілька секунд.
  - Розбитий — другорядна реакція від взаємодії важких атак (дворучна зброя, заряджені атаки, Гео атаки тощо) із замороженим противником. Активація наносить фізичний урон противнику, на якому була застосована реакція Розбитий, після чого одразу знімається ефект заморозки.

- Горіння — реакція від Піро та Дендро. Протягом довгого часу наносить піро-шкоду на противника, доки не спаде цей ефект. Поки діє ця елементальна реакція, на противнику підтримується безперервний Піро статус.

- Бутонізація — реакція від Дендро та Гідро. Поблизу місця активації створює бутон, що існує 6 секунд, після чого вибухає та наносить дендро-шкоду по площі. Одночасно на полі бою може існувати не більше 5 бутонів. Шкода залежить від рівня майстерності стихій.
  - Вегетація — другорядна реакція від взаємодії Електро стихії із бутоном. Створює кілька Дендро стріл, що наносять шкоду, яка залежить від рівня майстерності стихій. Бутони поблизу також створюватимуть Дендро стріли.
  - Цвітіння — другорядна реакція від взаємодії Піро стихії із бутоном. При активації бутон вибухає та наносить дендро-шкоду по площі навколо себе. Інші бутони поблизу також вибухають.

- Стимуляція — реакція від Дендро та Електро. Вона не завдає шкоди противнику, триває 8 секунд та позначається ефектом жовтої блискавки на противнику. Приносить користь при активації другорядних реакцій:
  - Загострення — другорядна реакція від взаємодії Електро із противником з ефектом Стимуляції. Збільшує електро-шкоду, в тому числі, якщо персонаж не на полі бою. Бафф залежить від рівня майстерності стихій.
  - Розростання — другорядна реакція від взаємодії Дендро із противником з ефектом Стимуляції. Збільшує дендро-шкоду, в тому числі, якщо персонаж не на полі бою. Бафф залежить від рівня майстерності стихій.

Анемо, Гео — допоміжні стихії:
- Розсіювання — реакція від Анемо та Піро, Гідро, Кріо або Електро. Після активації Розсіювання із однією із стихій відповідно вона буде розповсюджена у невеликому радіусі навколо місця активації.

- Кристалізація — реакція від Гео та Піро, Гідро, Кріо або Електро. Створює на полі бою кристал, який при підборі перетворюється на щит відповідної стихії. Шкоду стихії, від якої був створений кристал, щит поглинатиме ефективніше інших.

Станом на серпень 2022, є ігрові персонажі усіх стихій.
| Стихія  | Кріо          | Піро           | Гідро         | Електро        | Дендро      | Анемо       | Гео           |
| ------- | ------------- | -------------- | ------------- | -------------- | ----------- | ----------- | ------------- |
| Кріо    | —             | Танення        | Заморожування | Надпровідник   | —           | Розсіювання | Кристалізація |
| Піро    | Танення       | —              | Пара          | Перевантаження | Горіння     | Розсіювання | Кристалізація |
| Гідро   | Заморожування | Пара           | —             | Заряджений     | Бутонізація | Розсіювання | Кристалізація |
| Електро | Надпровідник  | Перевантаження | Заряджений    | —              | Каталіз     | Розсіювання | Кристалізація |
| Дендро  | —             | Горіння        | Бутонізація   | Каталіз        | —           | —           | —             |
| Анемо   | Розсіювання   | Розсіювання    | Розсіювання   | Розсіювання    | —           | —           | —             |
| Гео     | Кристалізація | Кристалізація  | Кристалізація | Кристалізація  | —           | —           | —             |

### Зброя й артефакти
У Genshin Impact є такі види спорядження, як зброя й артефакти. Це спорядження, як і персонажі, має рівень, який можна підвищувати.
Існує 5 різних типів зброї: лук, одноручний меч, дворучний меч, спис і каталізатор. Кожний персонаж може використовувати тільки один тип зброї, наприклад, Мандрівник використовує тільки одноручні мечі. Зняти збою зовсім неможливо, її можна тільки змінити на іншу. Кожна зброя має базову атаку. Зброя з більшою кількістю зірок (більш рідкісна) має більш високі характеристики, але її складніше отримати. 3-зіркова зброя або вище має другорядну характеристику (наприклад, майстерність стихії) та пасивне вміння. Підвищувати рівень зброї можливо, витрачаючи іншу зброю або руду. Це дає покращення базової атаки, при цьому другорядні характеристики не змінюються. Зброя має 6 фаз піднесення, які долаються за матеріали для поліпшення зброї. Максимальний рівень зброї — 90. Також, у рідкісної зброї є ранг пробудження — споживши ідентичну зброю, пасивний ефект зброї покращиться. Максимальна кількість рангів пробудження — 5.
Отримати зброю від 3 до 5 рівня рідкісності можна з молитов, при цьому 5-зіркова випадає тільки з молитов. 4-зіркову зброю можна виготовити у коваля, купити у Бойовому пропуску (за реальні гроші). А зброю іншої рідкісності отримують з міні-босів та скринь.
Артефакти – спорядження, що екіпірується на персонажа і підвищує його характеристики. Є п'ять різних типів: Квітка життя, Перо смерті, Піски часу, Кубок простору, Корона розуму. Артефакти входять до наборів, кожен з яких має свій бонус комплекту. Тож екіпірувавши 2 чи 4 артефакти з одного набору, можна отримати бонус відповідного комплекту.
Усі артефакти мають якусь базову характеристику, а залежно від рівня рідкісності, вони можуть мати додаткові параметри (не більше чотирьох), відмінні від базової, та формуються випадково у момент отримання предмету чи його покращення. Артефакти для слотів Квітка життя і Перо смерті мають фіксовані базові характеристики — HP та сила атаки відповідно. Інші типи артефактів отримують базову характеристику випадково у момент отримання предмету, так само як і додаткові характеристики.
Підвищення рівня артефакту покращує його базову характеристику. Для цього необхідно поглинати інші артефакти, витрачаючи при цьому мору. Відповідно до рідко, максимальний рівень артефакту може бути від 4 до 20. На кожному 4-ому рівні буде або додана нова характеристика, або покращена присутня додаткова характеристика.
Отримати артефакти можливо з тільки підземель, завдань, нагород рангу пригод та нагород з досягнень у ліцензії шукача пригод.

### Отримання персонажів та зброї
Крім головного персонажа (на вибір чоловічої чи жіночої статі), є троє додаткових сюжетно важливих персонажів, які відкриваються в ході виконання перших сюжетних завдань — Ембер (Піро), Кея (Кріо) та Ліза (Електро). Під час перших 10 виконань «Молитви новачка», гравець 100 % отримує персонажа Ноель (Гео). На 18 ранзі пригод та після виконання завдання «Пісня Дракона і Свободи» гравець отримує персонажа Барбару (Гідро), а пройшовши 3 поверх підземелля Кручена Безодня — Сян Лін (Піро). Решта отримуються в основному з «молитви» за механікою «гача» — киданням «жеребів».
Предмети молитви — Доленосні зустрічі чи Переплетені долі — обмінюються з каменів витоку. Витративши предмет молитви, гравець отримує випадковий предмет. Що вища рідкість предмету, то цей шанс менший. Якщо випадає копія вже наявного персонажа, гравець отримує замість нього Удачу персонажа та вільний зоряний блиск. За дублікат зброї гравець отримує вільний зоряний пил. На усі молитви діють гарантії: за кожні 10 молитов гравець зі 100 % ймовірністю отримує 4-зіркову зброю чи персонажа, а випадання 5-зіркового предмета гарантується мінімум 1 раз за 90 спроб.
Типи молитов:
- Молитва новачка — необмежена по часу молитва, що доступна до тих пір, поки гравець не зробить 20 молитов. Необхідний предмет для молитви: Доленосні зустрічі.
- Стандартна молитва «Жага мандрів» — постійно доступна молитва, яка містить п'ять 5-зіркових персонажів та десять 5-зіркових предметів зброї. Необхідний предмет для молитви: Доленосні зустрічі.
- Молитва події персонажа чи зброї — обмежені за часом молитви, що містить ексклюзивні 5-зіркові предмети: одного персонажа й зброю відповідно. Необхідний предмет для молитви: Переплетені долі.

Також, у внутрішньоігровому магазині за вільний зоряний блиск щомісяця можна купити два 4-зіркових персонажі, кожен по 34 блиску, та 5 видів зброї (будь-яка за 24 блиску).

## Сюжет
Сюжет гри періодично доповнюється в міру відкриття нових регіонів.
Пара близнюків подорожують по зірках і відвідують різні світи. Прибувши до Тейвату, невідомий бог викрадає брата (Ефіра/Етера) або сестру (Люмін), запечатуючи іншого близнюка — тут гравець обирає стать головного героя, яким буде грати. 500 років потому головний герой, якого називають Мандрівник, починає свій шлях. Супутником Мандрівника є Паймон — маленька летюча істота, яка слугує порадницею. Подорожуючи з Паймоном по Тейвату, Мандрівник шукає союзників аби знайти та визволити брата/сестру.
Пара вирушає в сусідній Мондштадт – місто свободи. По дорозі вони натрапили на незнайомця й дракона, якого називають Жах Бурі (англ. Stormterror). По прибуттю в місто дізнаються, що той дракон час від часу нападає на місто. За допомогою того ж незнайомця, яким виявився бард Венті, Мандрівник відбивається від Жаху Бурі й отримує визнання від Джин — чинного командира лицарів Ордо Фавонія, та титул почесного лицаря Ордо Фавонія. Венті придумує план як зупинити Жах Бурі, справжнє ім'я якого — Двалін. Він просить Мандрівника дістати священну ліру, щоб він зіграв на ній Дваліну, тим самим заспокоївши його. Діставши ліру, яку до цього вкрали Фатуї, Венті намагається заспокоїти Дваліна, але розуміє, що Орден Безодні маніпулює ним.

## Розробка
miHoYo анонсували розробку над новим проєктом на рушієві Unity наприкінці січня 2017, через 3 місяці після виходу гри Honkai Impact 3rd. Компанія заявила, що має намір зробити проєкт набагато більшого масштабу, ніж попередні. Проєктом, про який йшла мова, пізніше виявилася гра Genshin Impact.
За словами розробників, на них сильно вплинули гри Grand Theft Auto і The Legend of Zelda: Breath of the Wild. Вони прагнули створити унікальний проєкт, який би сильно відрізнявся від Honkai Impact 3rd з точки зору бойової системи, квестів, випадкових подій і режиму дослідження.
Genshin Impact була анонсована в червні 2019 року, і її вихід був запланований на 2020 на платформи Windows і iOS. Перший трейлер продемонстрував відкритий світ, сильно натхненний грою The Legend of Zelda: Breath of the Wild в плані атмосфери і геймплею. В кінці червня був запущений бета-тест.
На презентації Sony ChinaJoy 2019 був анонсований випуск гри на PlayStation 4. Версію для Nintendo Switch анонсували пізніше, 13 січня 2020 року.
6 серпня miHoYo офіційно підтвердили вихід гри восени 2020. Гра вийшла 28 вересня 2020.

## Відгуки та популярність
| Агрегатор  | Оцінка                             |
| ---------- | ---------------------------------- |
| Metacritic | iOS: 83/100 PC: 84/100 PS4: 80/100 |

| Видання        | Оцінка |
| -------------- | ------ |
| GameSpot       | 7/10   |
| Hardcore Gamer | 4/5    |
| IGN            | 9/10   |
| Jeuxvideo.com  | 15/20  |
| PC Gamer (США) | 84/100 |
| Pocket Gamer   | [ 33 ] |

Старт Genshin Impact став наймасовішим серед китайських ігор, через кілька годин після запуску кількість глядачів трансляцій проходження цієї гри на Twitch перевищила 110 тисяч. За інформацією компанії Sensor Tower, мобільні версії гри за тиждень заробили близько 60 мільйонів доларів США. Швидше, ніж за два тижні, гра принесла своїм розробникам понад 100 мільйонів доларів США та цілком окупилася.
Game Informer оцінив гру на 9,25 з 10 балів, у своїй рецензії автор похвалив механіку взаємодії стихійних заклинань персонажів і їх вплив на світ, слабкою стороною рецензент назвав сюжет.
Рецензент з Destructoid у свій статті зазначив, що найбільш успішним елементом гри є її бойова система, а ось світ в проміжках між завданнями здається занадто порожнім. Гра отримала 7,5 балів з 10 від видання.

## Першоджерела
У тексті цим посиланням передує подвійний хрестик (‡):
1. ↑  Teyvat Chapter Storyline Preview: Travail. Genshin Impact. 27 вересня 2020. Процитовано 7 січня 2021 — через YouTube.
2. ↑  miHoYo Comic (w, a). «Songs of the Wind» Genshin Impact 1: 48 (November 23, 2018) [Архівовано 2021-01-12 у Wayback Machine.] Архівована копія. Архів оригіналу за 12 січня 2021. Процитовано 5 липня 2021.{{cite web}}:  Обслуговування CS1: Сторінки з текстом «archived copy» як значення параметру title (посилання)
3. ↑  miHoYo (28 вересня 2020). 原神. № v1.0. Scene: Forest Rendezvous. Рівень: The Outlander Who Caught the Wind. Paimon: 'Mondstadt is the city of wind, because they worship the God of Anemo.'
4. ↑  miHoYo (28 вересня 2020). 原神. № v1.0. Knights of Favonius Handbook - 5th Edition: 'This handbook is a guide on the core principles of the Knights of Favonius. Knights should carefully read the contents of this handbook and strictly hold themselves to the standards detailed within their life and work, serving the people of Mondstadt as a model Knight of Favonius.'
5. ↑  miHoYo (28 вересня 2020). 原神. № v1.0. Scene: Rite of Descension. Рівень: Of the Land Amidst Monoliths. Paimon: 'The Liyue Qixing — the seven leaders of the seven enterprises of Liyue — hold true control over Liyue.'
6. ↑  miHoYo (11 листопада 2020). 原神. № v1.1. Scene: Turning Point. Рівень: A New Star Approaches. Ningguang: '3,700 years... According to our records, the adepti signed a contract with Rex Lapis to protect Liyue 3,700 years ago.'
7. ↑  Genshin Impact Story Teaser: We Will Be Reunited. Genshin Impact. 21 серпня 2020. Процитовано 29 січня 2021 — через YouTube. Архівована копія. Архів оригіналу за 15 липня 2021. Процитовано 4 липня 2021.{{cite web}}:  Обслуговування CS1: Сторінки з текстом «archived copy» як значення параметру title (посилання)
8. ↑  miHoYo (28 вересня 2020). 原神. № v1.0. Scene: A Very Volatile Treasure. Рівень: True Treasure. Paimon: 'Hey, come on now... Paimon already told you that the Abyss Mages are the bad guys... And actually, they're the worst kind of bad guys you can imagine. They don't just hate the good guys, they hate all people... Their enemy is... humanity itself.'
9. ↑  miHoYo (28 вересня 2020). 原神. № v1.0. Scene: Ending Note. Рівень: Song of the Dragon and Freedom. Venti: '...I see. So, the Abyss Order has a Prince/Princess who orchestrated the plan to corrupt Dvalin?'